# قلعه اردل
قلعه اردل مربوط به دوره قاجار است و در اردل، داخل شهر واقع شده و این اثر در تاریخ ۱۱ مرداد ۱۳۸۴ با شمارهٔ ثبت ۱۲۴۲۱ به‌عنوان یکی از آثار ملی ایران به ثبت رسیده است.